# Сидякин, Александр Геннадьевич
Алекса́ндр Генна́дьевич Сидя́кин (род. 17 ноября 1977 года, Сегежа) — российский государственный и политический деятель. Руководитель Центрального исполнительного комитета партии «Единая Россия» с 4 декабря 2021 года. Заместитель секретаря Генерального совета партии «Единая Россия».
Руководитель администрации главы Республики Башкортостан (13 ноября 2018 — 17 ноября 2021). Депутат Государственной Думы Федерального собрания Российской Федерации VI, VII и VIII созывов (2011 — 2018, c 26 сентября 2023). Вошёл в Комитет Государственной думы VIII созыва по строительству и ЖКХ.

## Биография

### Образование
В 1999 году окончил Тверской государственный университет по специальности юриспруденция.
В 2006 году в Российской академии правосудия защитил кандидатскую диссертацию на тему «Отказ в регистрации и отмена регистрации кандидата (списка кандидатов): Проблемы теории и практики», Кандидат юридических наук (2006). Автор научных статей, главный редактор сборника судебных решений по защите избирательных прав граждан в трёх томах.

## Карьера

### Политическая деятельность

#### Партийная
В 2001 году, на выборах главы Республики Коми, при его непосредственном участии была, по решению суда, была отменена регистрация кандидата на должность главы республики Риты Чистоходовой, считавшаяся одним из фаворитов. В 2002 году работал юристом избирательного штаба Петра Пимашкова, баллотировавшегося тогда на выборах губернатора Красноярского края.
Октябрь 2001 — май 2002 года — специалист-эксперт комиссии Государственной Думы по избирательному законодательству.
В 2003 году вступил в Российскую партию пенсионеров. В 2005 году переехал в Башкирию и возглавил региональное отделение Российской партии пенсионеров. Затем возглавлял региональное отделение партии «Родина». Позже эти партии влились в «Справедливую Россию», где в 2006 году Сидякин стал руководителем регионального отделения. В 2007 году баллотировался в Госдуму первым номером по списку Справедливой России в Башкортостане, но не был избран. Возглавляя партийный список Справедливой России на выборах в Курултай Республики Башкортостан в марте 2007 года, Сидякин ставил 20-25 % как реальную задачу и обещал «подвинуть Единую Россию» (которую критиковал за монетизацию льгот и утверждал, что она теряет популярность среди населения), однако по результатам выборов возглавляемая Сидякиным башкирская «Справедливая Россия» набрала 3,8 процента и мандатов не получила. В 2008 году был переизбран на пост главы регионального отделения; попытку провести альтернативную конференцию, на которой деятельность Сидякина была признана неудовлетворительной, назвал «попыткой рейдерского захвата регионального отделения» (за которой, по его мнению, стоял Муртаза Рахимов); по мнению пресс-службы президента Башкортостана, «Крупные проблемы башкирского отделения Справедливой России — это заслуга исключительно господина Сидякина, а не каких-то сил извне». Организовал точечные пикеты против уличной проституции на проспекте Октября — месте традиционной дислокации «ночных бабочек», которым пообещал «оборвать крылья». В 2009 году покинул Башкирию и добровольно сложил полномочия. Позже вышел из партии.
С 2003 по 2006 год — занимал должность исполнительного директора и управляющего партнера некоммерческого партнёрства «Агентство „Народный избранник“», которое он основал. Являлся одним из уполномоченных представителей московского регионального отделения партии «Родина» на выборах в депутаты Московской городской думы четвёртого созыва.
Был задействован на проходящих осенью 2003 года выборах президента Башкортостана в борьбе против кандидата Сергея Веремеенко.
В 2004 году на выборах губернатора Брянской области представлял интересы губернатора Юрия Лодкина, отстранённого от участия в выборах по суду.
Работал в избирательной комиссии города Уфы (2005) и Центризбиркоме Башкортостана (2007).
В 2005 году представлял в суде депутата Государственной Думы Игоря Морозова в деле против занимавшего должность губернатора Рязанской области Георгия Шпака, обвиняя того в финансировании избирательной кампании через «чёрную кассу».
Считался последовательным противником действовавшего в то время Президента Башкортостана Муртазы Рахимова и активным участником команды Радия Хабирова, обещал «бороться с уходящим режимом Рахимова» (но некоторые аналитики наоборот считали, что политическая деятельность Сидякина была связана с политическими заказами из администрации Президента Республики).
С 2009 года до избрания депутатом — секретарь ФНПР, руководитель Департамента коллективных действий и развития профсоюзного движения Федерации Независимых Профсоюзов России.
В 2016 году возглавил в «Единой России» рабочую группу по защите прав дольщиков, которая за два года помогла 65 584 «обманутым дольщикам» достроить 426 проблемных жилых объектов, в том числе в Татарстане по объектам ЖК «МЧС».
С декабря 2017 года — член президиума генсовета «Единой России».
В ноябре 2021 года Александр Сидякин занял пост ВРИО руководителя, а в декабре этого же года на третьем этапе XX съезда партии был назначен руководителем центрального исполкома партии «Единая Россия».
В декабре 2021 года был избран заместителем секретаря генсовета партии Андрея Турчака.
В феврале 2022 года занял должность ответственного секретаря Программной комиссии «Единой России», которая осуществляет контроль за реализацией народной программы партии, с которой она шла на выборы в Госдуму в 2021 году.

#### Администрация главы Башкирии
С 2018 по 2021 год — руководитель Администрации главы Республики Башкортостан. Является Председателем Проектного офиса по улучшению инвестиционного и предпринимательского климата. Личной заслугой Александра Сидякина считают разрешение конфликтов при объединении БашГУ и УГАТУ (ныне Уфимский университет науки и технологий), а также лоббирование идеи о строительстве студенческого кампуса мирового уровня, и правительство РФ выделило грант. С 2019 года принимал активное участие в создании АНО «Центр стратегического развития науки, высшего образования и инноваций РБ» (Центр науки) и «Евразийского научно-образовательного центра мирового уровня» являясь заместителем председателя Наблюдательного совета . В 2024 году генеральный директор (Центр науки)  - Руслан Казыханов был осужден на 4 года лишения свободы в колонии общего режима за фиктивные договоры оказания услуг по разработке концепции трансформации образовательного «ландшафта» и реализации комплекса мероприятий программы деятельности «Евразийского научно-образовательного центра мирового уровня». 
По словам публициста и руководителя Аппарата Общественной палаты РБ Шамиля Валеева, «…вклад Сидякина в развитие Башкирии исчисляется миллиардами. Это и 3,5 млрд в виде вузовских грантов, и 18 млрд на Межвузовский кампус, и более 2 млрд на создание общественных пространств в 16 малых городах республики. Кроме того, впервые в политической истории региона по инициативе Александра Сидякина внедрен жесткий менеджерский КPI в деятельности глав муниципалитетов и произошло значительное омоложение его кадрового состава».
Одной из выполненных Сидякиным задач на этом посту было выстраивание вертикали власти и взаимодействие главы региона с муниципалитетами.

### Государственная Дума
В декабре 2011 года избран депутатом Государственной Думы шестого созыва по спискам Единой России (региональная группа по Татарстану).
Один из инициаторов резонансного законопроекта о многократном увеличении штрафов для физических и юридических лиц за нарушения законодательства при проведении массовых акций. Законопроект вызвал неоднозначную реакцию политической общественности и средств массовой информации.
С января 2012 года по октябрь 2016-го являлся заместителем председателя комитета Госдумы по жилищной политике и жилищно-коммунальному хозяйству.
В июле 2012 года инициировал нашумевший законопроект об «иностранных агентах», а позднее все депутаты фракции «Единая Россия» стали соавторами.
Летом 2012 года выступил инициатором ужесточения правил проведения митингов.
Высказывался против включения в «антимагнитский» закон поправки о запрете усыновления детей американцами и не поддержал соответствующую поправку, покинув зал заседаний. Однако его карточкой проголосовали коллеги по партии.
7 августа 2013 года стал автором законопроекта, предусматривающего введение прозрачных (полупрозрачных) стационарных и переносных ящиков для голосования на всех избирательных участках страны с 1 июня 2014 года.
31 марта 2014 года Александр Сидякин вместе с единороссом Андрей Красовым и справедливороссом Игорем Зотовым внесли законопроект о новом ужесточении наказаний за участие в несогласованных с властями митингах («дадинская» статья 212.1), поводом для пересмотра законодательства депутаты называли события на Украине. Верховный суд в своем отзыве поддержал инициативу, но Правительство РФ предложило доработать проект с учётом высказанных им замечаний. 4 июля закон был принят в окончательном чтении. В декабре 2015 года состоялся первый суд по этой статье, к трём годам общего режима был приговорён оппозиционный активист Ильдар Дадин из-за четырёхкратного участия в несогласованных акциях протеста. Сам Сидякин сравнил осуждённого активиста с представителями Исламского государства, который к тому же умышленно выказывал пренебрежение к обществу, изначально презрительно относился к правовой системе нашей страны. В 2017 году Конституционный суд Российской Федерации признал статью 212.1 УК РФ частично не соответствующей Конституции России, после чего Дадин был оправдан.
По словам Фарида Мухаметишина, в ГД Сидякин занимался сложными проблемами. Например, ЖКХ и сохранение национальных языков в Татарстане.
Сидякин участвовал в переговорах по сохранению слова «президент» в наименовании должности главы Татарстана, в урегулировании споров вокруг законопроекта об изучении родных и государственных языков республик. Участвовал и в истории с Татфондбанком, когда вступился за вкладчиков, к которым АСВ массово предъявляло иски об оспаривании сделок. Также заслугой Сидякина является согласование с министерствами концепции законопроекта, который должен был способствовать привлечению турецких инвесторов в промзону «Гебзе». Всего за этот срок ему удалось пролоббировать выделение для республики более 35 млрд рублей из федерального бюджета.
В 2016 году избран депутатом Государственной Думы седьмого созыва.
С 5 октября 2016 года по 13 ноября 2018-го занимал пост первого заместителя председателя комитета Государственной Думы по жилищной политике и жилищно-коммунальному хозяйству.
При непосредственном участии Александра Сидякина было введено лицензирование деятельности УК, установлен предельный рост тарифов ЖКХ, решена проблема переплаты за ОДН, запущена система капитального ремонта дома, введены долгосрочные коммунальные тарифы, очно-заочная форма общего собрания собственников, установлена уголовная ответственность за фальсификацию протоколов общего собрания, создана государственная информационная система ЖКХ, а также увеличено федеральное финансирование программ расселения из аварийного жилья и благоустройства общественных и дворовых пространств.
13 ноября 2018 года сложил депутатские полномочия в связи с назначением Руководителем Администрации Главы Республики Башкортостан.
За весь срок в Думе Сидякин инициировал 115 законопроектов, 50 из которых стали федеральными законами. В том числе: закон о бессрочной бесплатной приватизации жилья, продлении работы фонда содействия реформированию ЖКХ, освобождении от обязанности по уплате взносов на капитальный ремонт пенсионеров, достигших 80 лет, разрешении использования материнского капитала на строительство и ремонт дома.

### Прочая деятельность
С июля 1999 по сентябрь 2001 года работал старшим юрисконсультом, в Юридической службе «Консультант», специализируясь на избирательных процессах.
С 2005 по 2006 год являлся членом руководящих органов юридической компании «Лекс групп», которая специализировалась на делах, связанных с телекоммуникационным бизнесом.
С января по декабрь 2006 года — был ассистентом, старшим преподавателем кафедры государственного права Башкирского государственного университета (ныне Уфимский университет науки и технологий).
С 2006 по 2009 год — заместитель генерального директора ОАО «Туймазыстекло» (Башкортостан), которое являлось одним из ведущих в стране производителей медицинского стекла.
Июль 2007 — март 2008 года — советник генерального директора по правовым вопросам ОАО «Уфимское моторостроительное производственное объединение» (Уфа).
В 2011 году вступил в Общероссийский народный фронт (ОНФ). С ноября 2012 года являлся координатором ОНФ по Приволжскому федеральному округу. 15 января 2013 года стало известно о том, что Сидякин был снят с должности. По словам представителей ОНФ, сделано это в рамках плановой ротации. Журналисты высказали предположение, что это связано с его активностью в социальных сетях, во время общения в которых он расходился с линией партии, а также с отказом участвовать в голосовании по «антимагнитскому» закону.

## Инциденты
26 октября 2012 года депутат растоптал символ протестных акций белую ленту на трибуне Госдумы пояснив это тем, что он хочет «сделать с этой ленточкой то, что люди, которые заказывали провокации, хотели сделать с нашей страной, — я хочу её потоптать». Также депутат раскритиковал депутатов Справедливой России, которые надевали ленточки на заседания.
11 марта 2014 года парламентарий направил просьбу в ФИФА о том, чтобы приостановить членство США и не допускать сборную США по футболу на чемпионат мира, объяснив это тем, что США ведет военную агрессию по отношению к Югославии, Ираку и Ливии. В конце марта 2014 года Александр Сидякин направил обращение на имя руководителя Федеральной службы по надзору в сфере связи, информационных технологий и массовых коммуникаций Александра Жарова. Он просил проверить на соответствие законодательству действия российского представительства Google по обозначению Крыма как украинской территории, а также «оценить электронные карты Bing компании Microsoft, а также российскую „Википедию“, которая указывает Крым как спорную территорию России и Украины». В апреле 2014 года Роскомнадзор отклонил просьбу депутата Госдумы, так как подобная проверка не входит в его компетенцию.
26 ноября 2014 года Сидякин направил запрос в Федеральную антимонопольную службу с просьбой проверить законность установки на Красной площади сундука модного Дома Louis Vuitton.
В августе 2015 года интернет-сообщество обсуждало громкую историю: в одном из петербургских троллейбусных парков коллеги издевались над кондуктором Виктором Лукьяновым за его добросердечный подход к работе. В итоге Лукьянов написал заявление на увольнение по собственному желанию. После огласки истории и вмешательства Александра Сидякина кондуктора Лукьянова восстановили на работе, увеличили зарплату, а конфликтных коллег уволили.
25 сентября 2015 года Сидякин написал в прокуратуру запрос о проверке Русской службы Би-би-си на экстремизм по поводу записи Би-би-си в Твиттере «В Германии этот мемориал иногда называют „могилой неизвестного насильника“, но почему?» под фотографией мемориалу советскому солдату в Берлине. Пост Би-би-си был опубликован как анонс к материалу, приуроченный к выходу в России дневника офицера Советской Армии Владимира Гельфанда, в котором содержится описание «кровавых будней Великой Отечественной войны».
В январе 2017 года Сидякин вмешался в дело осужденной за репост Евгении Чудновец, направив от имени всей партии «Единая Россия» два обращения:
- В Генеральную прокуратуру Российской Федерации с требованием проверить действия прокурора, просившего в суде первой инстанции для Чудновец 5 лет лишения свободы. Также Сидякин просил прокурора проверить действия сотрудников колонии, которые отправили Чудновец в карцер (депутат расценил это решение как «дикость», запрещенную международным и российским «законодательством»);
- В Высшую квалификационную коллегию судей Российской Федерации о проверки действий судьи, который назначил Чудновец 6 месяцев лишения свободы в первой инстанции. По словам Сидякина, этот запрос — «реакция на то возмущение, которое мы наблюдаем».

В 2019 году Георгий Албуров обвинял Сидякина в причастности к регистрации «Партии свободных граждан», которая без каких-либо проблем была зарегистрирована минюстом. Сам Сидякин утверждает, что никакого отношения к новой партии не имеет, а сама партия зарегистрирована его помощником без его поручений.

## Сведения о доходах и собственности
В собственности у Александра Сидякина 2 машиноместа и нежилое помещение. В пользовании жилой дом площадью 469,4 м².
В 2020 году доход Александра Сидякина составил 4 982 756,02.
|  | 2020         | 2019         | 2018         |
|  | ------------ | ------------ | ------------ |
|  | 4 982 756,02 | 4 779 058,14 | 4 974 853,90 |

## Семья и увлечения
Занимается горными и беговыми лыжами, туризмом, плаванием. В 2010 году совершил восхождение на гору Эльбрус, в сентябре 2012 года — на гору Казбек, в 2013 году — на гору Килиманджаро.
В январе 2015 года вместе с коллегой-депутатом Олегом Савченко отправился в путешествие в Антарктиду, запланировав подняться на пик Винсона и водрузить флаг России. Несмотря на крайне неблагоприятные погодные условия, депутаты установили российский флаг на самой высокой точке континента. По расчётам газеты МК, расходы на путешествие депутата составили 3,5 миллиона рублей, что примерно равно его официальному доходу за 4 месяца. Депутатам предъявили претензии, связанные с поездкой, а именно с предполагаемым нарушением закона относительно коммерческой деятельности в Антарктиде, высокой стоимостью поездки и отсутствием депутатов на рабочем месте во время тяжёлой экономической ситуации. Впоследствии депутат опроверг информацию о высокой стоимости поездки. РСН делала запрос в комитет Государственной Думы по вопросам депутатской этики. Позже запрос был снят. Согласно статистике РСН, 78 % аудитории осудило действия депутатов.
В этом же году Александр Сидякин и группа авторов-краеведов выпустили книгу «Золотая середина Земли. Крым».
В мае 2017 года совершил восхождение на Эверест, где водрузил флаги России и Татарстана.
В 2018 покорил самую высокую гору Северной Америки — Денали.
Женат, воспитывает трех сыновей и дочь.

## Награды
- Медаль ордена «За заслуги перед Отечеством» II степени (19 мая 2020) — за достигнутые трудовые успехи и многолетнюю трудовую работу[67].
- Почётная грамота ФНПР.
- Орден Почёта (2022)[68]
- Грамота Президента Российской Федерации к памятной медали «XXVII Всемирная летняя универсиада 2013 года в г. Казани» — За вклад в подготовку и проведение XXVII Всемирной летней универсиады 2013 года в г. Казани.
- Почётная грамота Президента Российской Федерации[6] (6 февраля 2014 года) — За активную законотворческую деятельность, заслуги в укреплении законности и многолетнюю добросовестную работу. Указ Президента Российской Федерации № 26-рп.

## Санкции
С 21 июня 2018 года находится под персональными санкциями Украины как лицо «принимавшее участие в разработке/формировании/поддержке/реализации политики, направленной на подрыв демократических процессов и институций в Украине».
29 сентября 2023 года, после российского вторжения на Украину, в ответ на фиктивные российские выборы на оккупированных территориях Украины, внесён в санкционный список Великобритании. 13 июня 2024 года включён в санкционный список Канады.